# مسجد البحر (طبريا)

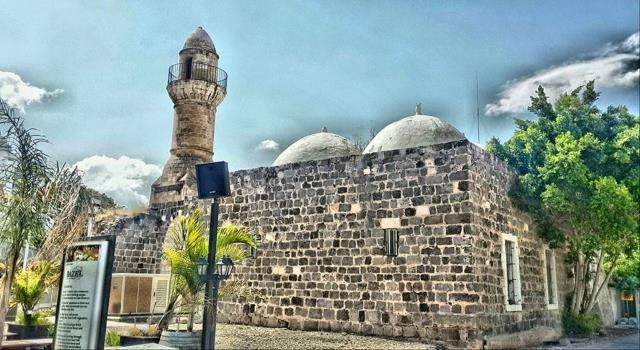
مسجد البحر في طبرية

مسجد البحر يقع على شاطئ بحيرة طبرية، بُني على دعائم وأقواس سنة 1702 م، ورمّمه يوسف العمر، والمسجد مغلق منذ سقوط طبرية في 19 نيسان 1948، ويعتبر المسجد واحد من المعالم القليلة الشاهدة على الوجود الفلسطيني في طبرية، سمّي المسجد باسم جامع البحر لأنه يقع تمامًا على ضفة البحيرة.

## المسجد اليوم
يظهر في المسجد اليوم مئذنة (منارة) يصعد إليها بدرج، ويوجد على سقف المسجد قباب عثمانية، وفي داخله يظهر المحراب الذي يدل على اتجاه القبلة.
حاولت بلدية الاحتلال في طبرية عام 2019 أن تحوّل المسجد إلى متحف يتحدث عن اليهودية والصهيونية، وبدأت بتنظيفه وصيانته، إلى أن جمّدت البلدية هذه المحاولة نظرًا للاحتجاجات العربية الفلسطينية التي اعتبرت هذه المحاولة اعتداء آثم على المعالم الإسلامية والفلسطينية.